# 能村堆子
能村 堆子（のむら たいこ、旧姓：三木、1930年8月20日 - 2021年11月15日）は日本の生物物理学者。お茶の水女子大学名誉教授。團勝磨、大沢文夫の門下生。小説家川上弘美の卒業論文の指導者。理学博士。

## 研究概要
ウニの卵や精子を用いて、細胞分裂の分裂装置や繊毛・鞭毛運動に関与する微小管の生物物理学を研究した。1969年、ウニ卵にアクチンの存在を世界で最初に確認し、細胞質分裂にアクチンが関与することを提唱する。1975年以降は、その頃、宝谷紘一が開発した高輝度照明下での暗視野顕微鏡を用い、世界で初めて、顕微鏡下で微小管の溶液中での動きを観察し、基本データを記載していった。テトラヒメナやクラミドモナスの繊毛も実験材料とした。叙従四位、瑞宝中綬章追贈。

## 略歴
- トキワ松学園中学校・高等学校卒業
- 1954年 お茶の水女子大学理学部生物学科卒業
- 1961年 東京都立大学大学院理学研究科博士課程修了
- 1961年 名古屋大学理学部 教務員
- 1964年 フルブライト留学生・アメリカ国立科学財団 （NSF）留学生として1年6か月、米国のブラウン大学及びマサチューセッツ工科大学で研究
- 1966年 名古屋大学理学部分子生物学研究施設長 助手
- 1976年 お茶の水女子大学理学部生物学科 助教授
- 1981年 お茶の水女子大学理学部生物学科 教授
- 1996年 お茶の水女子大学理学部生物学科 定年退官、同大学名誉教授